# Iso Juusluoto
Iso Juusluoto är en ö i Finland.   Den ligger i kommunen Gustavs i den ekonomiska regionen Nystadsregionen och landskapet Egentliga Finland, i den sydvästra delen av landet, 190 km väster om huvudstaden Helsingfors. Arean är 0,22 kvadratkilometer.
Terrängen på Iso Juusluoto är mycket platt. Öns högsta punkt är 10 meter över havet. Den sträcker sig 0,8 kilometer i nord-sydlig riktning, och 0,4 kilometer i öst-västlig riktning.